# 咒術迴戰漫畫章節列表
咒術迴戰漫畫章節列表列出日本漫畫《咒術迴戰》每一話的標題以及刊載期號。相關翻譯使用台灣東立出版社提供的官方譯名。

## 單行本
- 「封面」表示為該期雜誌的封面主角
- 「卷彩」表示有卷頭彩頁（巻頭カラー）
- 「中彩」表示有中央彩頁（センターカラー）

| 1. 兩面宿儺（，Ryōmen Sukuna）（《週刊少年Jump》2018年14號）封面+卷彩 2. 秘密死刑（，Hitoku Shikei）（2018年15號）中彩 3. 為了自己（，Jibun no Tameni）（2018年16號） 4. 鐵骨少女（，Tekkotsu Musume）（2018年17號） | 1. 開始（，Hajimari）（2018年18號） 2. 咒胎戴天（，Jutaitaiten）（2018年19號） 3. 咒胎戴天 -貳-（，Jutaitaiten -ni-）（2018年20號） |

| 1. 咒胎戴天 -參-（，Jutaitaiten -san-）（2018年21·22合併號） 2. 咒胎戴天 -肆-（，Jutaitaiten -shi-）（2018年23號） 3. 雨後（，Ugo）（2018年24號） 4. 某個夢想（，Aru Musō）（2018年25號） 5. 邁進（，Maishin）（2018年26號） | 1. 看電影（，Eiga kanshō）（2018年27號） 2. 急襲（，Kyūshū）（2018年28號） 3. 領域（，Ryōiki）（2018年29號） 4. 情義（，Jō）（2018年30號）中彩 |

| 1. 無聊（，Taikutsu）（2018年31號） 2. 底層階級（，Teihen）（2018年32號） 3. 幼魚與逆罰（，Yōgyo to Sakabachi）（2018年33號） 4. 幼魚與逆罰 -貳-（，Yōgyo to Sakabachi -ni-）（2018年34號） 5. 幼魚與逆罰 -參-（，Yōgyo to Sakabachi -san-）（2018年35號） | 1. 幼魚與逆罰 -肆-（，Yōgyo to Sakabachi -shi-）（2018年36·37合併號） 2. 幼魚與逆罰 -伍-（，Yōgyo to Sakabachi -go-）（2018年38號）中彩 3. 幼魚與逆罰 -陸-（，Yōgyo to Sakabachi -roku-）（2018年39號） 4. 固陋蠢愚（，Korōshungu）（2018年40號） |

| 1. 給將來的你（，Itsuka no Kimi e）（2018年41號） 2. 如果（，Moshimo）（2018年42號） 3. 我要殺了你（，Koro Shite Yaru）（2018年43號）封面+卷彩 4. 成長（，Seichō）（2018年44號） 5. 任性（，Wagamama）（2018年45號） | 1. 明天見（，Mata Ashita）（2018年46號）中彩 2. 反省（，Hansei）（2018年47號）中彩 3. 京都姊妹校交流會—團體戰—⓪（，Kyōto Shimai-kō Kōryū-kai -Dantai-sen 0-）（2018年48號） 4. 京都姊妹校交流會—團體戰—①（，Kyōto Shimai-kō Kōryū-kai -Dantai-sen 1-）（2018年49號） |

| 1. 京都姊妹校交流會—團體戰—②（，Kyōto Shimai-kō Kōryū-kai -Dantai-sen 2-）（2018年50號） 2. 京都姊妹校交流會—團體戰—③（，Kyōto Shimai-kō Kōryū-kai -Dantai-sen 3-）（2018年51號） 3. 京都姊妹校交流會—團體戰—④（，Kyōto Shimai-kō Kōryū-kai -Dantai-sen 4-）（2018年52號）中彩 4. 京都姊妹校交流會—團體戰—⑤（，Kyōto Shimai-kō Kōryū-kai -Dantai-sen 5-）（2019年1號） 5. 京都姊妹校交流會—團體戰—⑥（，Kyōto Shimai-kō Kōryū-kai -Dantai-sen 6-）（2019年2號）中彩 | 1. 京都姊妹校交流會—團體戰—⑦（，Kyōto Shimai-kō Kōryū-kai -Dantai-sen 7-）（2019年3號） 2. 京都姊妹校交流會—團體戰—⑧（，Kyōto Shimai-kō Kōryū-kai -Dantai-sen 8-）（2019年4·5合併號） 3. 京都姊妹校交流會—團體戰—⑨（，Kyōto Shimai-kō Kōryū-kai -Dantai-sen 9-）（2019年6·7合併號） 4. 京都姊妹校交流會—團體戰—⑩（，Kyōto Shimai-kō Kōryū-kai -Dantai-sen 10-）（2019年8號）中彩 |

| 1. 京都姊妹校交流會—團體戰—⑪（，Kyōto Shimai-kō Kōryū-kai -Dantai-sen 11-）（2019年9號） 2. 賢者（，Kenja）（2019年10號） 3. 時間（，Jikan）（2019年11號）中彩 4. 咒具（，Jugu）（2019年12號） 5. 黑閃（，Kokusen）（2019年13號） | 1. 放不開（，Kyūkutsu）（2019年14號）中彩 2. 預感（，Yokan）（2019年15號） 3. 供花（，Kuge）（2019年16號） 4. 超乎常理（，Kikaku-gai）（2019年17號） |

| 1. 目的完成（，Kansui）（2019年18號） 2. 咒術甲子園（，Jujutsu Kōshien）（2019年19號） 3. 起首雷同（，Kishu Raidō）（2019年20號） 4. 起首雷同 -貳-（，Kishu Raidō -ni-）（2019年21號）封面+卷彩 5. 起首雷同 -參-（，Kishu Raidō -san-）（2019年22·23合併號） | 1. 起首雷同 -肆-（，Kishu Raidō -shi-）（2019年24號）中彩 2. 起首雷同 -伍-（，Kishu Raidō -go-）（2019年25號） 3. 起首雷同 -陸-（，Kishu Raidō -roku-）（2019年26號） 4. 起首雷同 -柒-（，Kishu Raidō -shichi-）（2019年27號） |

| 1. 起首雷同 -捌-（，Kishu Raidō -hachi-）（2019年28號） 2. 共犯（，Kyōhan）（2019年29號）中彩 3. 那種意思（，Sō iu Koto）（2019年30號） 4. 懷玉（，Kaigyoku）（2019年31號）中彩 5. 懷玉 -貳-（，Kaigyoku -ni-）（2019年32號） | 1. 懷玉 -參-（，Kaigyoku -san-）（2019年33號） 2. 懷玉 -肆-（，Kaigyoku -shi-）（2019年34號） 3. 懷玉 -伍-（，Kaigyoku -go-）（2019年35號） 4. 懷玉 -陸-（，Kaigyoku -roku-）（2019年36·37合併號）中彩 |

| 1. 懷玉-柒-（，Kaigyoku -shichi-）（2019年38號） 2. 懷玉-捌-（，Kaigyoku -hachi-）（2019年39號） 3. 懷玉-玖-（，Kaigyoku -ku-）（2019年40號） 4. 懷玉-拾-（，Kaigyoku -jū-）（2019年41號） 5. 懷玉-拾壹-（，Kaigyoku -jū ichi-）（2019年42號） | 1. 玉折（，Gyokusetsu）（2019年43號） 2. 玉折-貳-（，Gyokusetsu -ni-）（2019年44號）中彩 3. 玉折-參-（，Gyokusetsu -san-）（2019年45號） 4. 接下來的故事（，Korekara no Hanashi）（2019年46號）中彩 |

| 1. 宵祭（，Yoimatsuri）（2019年47號） 2. 宵祭-貳-（，Yoimatsuri -ni-）（2019年48號） 3. 宵祭-參-（，Yoimatsuri -san-）（2019年49號） 4. 澀谷事變①（，Shibuya Jihen 1）（2019年50號） 5. 澀谷事變②（，Shibuya Jihen 2）（2019年51號） | 1. 澀谷事變③（，Shibuya Jihen 3）（2019年52號）封面+卷彩 2. 澀谷事變④（，Shibuya Jihen 4）（2020年1號） 3. 澀谷事變⑤（，Shibuya Jihen 5）（2020年2號） 4. 澀谷事變⑥（，Shibuya Jihen 6）（2020年3號） |

| 1. 澀谷事變⑦（，Shibuya Jihen 7）（2020年4·5合併號）中彩 2. 澀谷事變⑧（，Shibuya Jihen 8）（2020年6·7合併號）中彩 3. 澀谷事變⑨（，Shibuya Jihen 9）（2020年8號） 4. 澀谷事變⑩（，Shibuya Jihen 10）（2020年9號） 5. 澀谷事變⑪（，Shibuya Jihen 11）（2020年10號） | 1. 澀谷事變⑫（，Shibuya Jihen 12）（2020年11號） 2. 澀谷事變⑬（，Shibuya Jihen 13）（2020年12號） 3. 澀谷事變⑭（，Shibuya Jihen 14）（2020年13號） 4. 澀谷事變⑮（，Shibuya Jihen 15）（2020年14號） |

| 1. 澀谷事變⑯（，Shibuya Jihen 16）（2020年15號） 2. 澀谷事變⑰（，Shibuya Jihen 17）（2020年16號） 3. 澀谷事變⑱（，Shibuya Jihen 18）（2020年17號）中彩 4. 澀谷事變⑲（，Shibuya Jihen 19）（2020年18號） 5. 澀谷事變⑳（，Shibuya Jihen 20）（2020年19號）中彩 | 1. 澀谷事變㉑（，Shibuya Jihen 21）（2020年20號） 2. 澀谷事變㉒（，Shibuya Jihen 22）（2020年21·22合併號） 3. 澀谷事變㉓（，Shibuya Jihen 23）（2020年23號） 4. 澀谷事變㉔（，Shibuya Jihen 24）（2020年24號） |

| 1. 澀谷事變㉕（，Shibuya Jihen 25）（2020年25號）封面+卷彩 2. 澀谷事變㉖（，Shibuya Jihen 26）（2020年26號） 3. 澀谷事變㉗（，Shibuya Jihen 27）（2020年27號） 4. 澀谷事變㉘（，Shibuya Jihen 28）（2020年28號） 5. 澀谷事變㉙（，Shibuya Jihen 29）（2020年29號）中彩 | 1. 澀谷事變㉚（，Shibuya Jihen 30）（2020年30號） 2. 澀谷事變㉛（，Shibuya Jihen 31）（2020年31號） 3. 澀谷事變㉜（，Shibuya Jihen 32）（2020年32號） 4. 澀谷事變㉝（，Shibuya Jihen 33）（2020年33·34合併號） |

| 1. 澀谷事變㉞（，Shibuya Jihen 34）（2020年35號） 2. 澀谷事變㉟（，Shibuya Jihen 35）（2020年36·37合併號）中彩 3. 澀谷事變㊱（，Shibuya Jihen 36）（2020年38號） 4. 澀谷事變㊲（，Shibuya Jihen 37）（2020年39號） 5. 澀谷事變㊳（，Shibuya Jihen 38）（2020年40號） | 1. 澀谷事變㊴（，Shibuya Jihen 39）（2020年41號） 2. 澀谷事變㊵（，Shibuya Jihen 40）（2020年42號） 3. 澀谷事變㊶（，Shibuya Jihen 41）（2020年43號）封面+卷彩 4. 澀谷事變㊷（，Shibuya Jihen 42）（2020年44號） |

| 1. 那孩子的故事（，Ano Ko no Hanashi）（2020年45號） 2. 澀谷事變㊸（，Shibuya Jihen 43）（2020年46號） 3. 澀谷事變㊹（，Shibuya Jihen 44）（2020年47號）封面+卷彩 4. 澀谷事變㊺（，Shibuya Jihen 45）（2020年48號） 5. 澀谷事變㊻（，Shibuya Jihen 46）（2020年49號） | 1. 澀谷事變㊼（，Shibuya Jihen 47）（2020年51號） 2. 澀谷事變㊽（，Shibuya Jihen 48）（2020年52號）封面+卷彩 3. 澀谷事變㊾（，Shibuya Jihen 49）（2021年1號） 4. 澀谷事變㊿（，Shibuya Jihen 50）（2021年3·4合併號） |

| 1. 澀谷事變○51（，Shibuya Jihen 51）（2021年5·6合併號） 2. 澀谷事變○52（，Shibuya Jihen 52）（2021年7號） 3. 澀谷事變○53（，Shibuya Jihen 53）（2021年8號） 4. 堅白（，Kenpaku）（2021年9號）中彩 5. 禪院家（，Zen'in-ke）（2021年11號） | 1. 獵人（，Kariudo）（2021年12號） 2. 執行（，Shikkō）（2021年13號） 3. 正後方（，Ushiro no Shōmen）（2021年14號） 4. 大哥的背影（，Onii-chan no Senaka）（2021年15號） |

| 1. 再一次（，Mōichido）（2021年16號） 2. 那個地方（，Ano Basho）（2021年17號） 3. 裏（，Ura）（2021年19號） 4. 關於死滅迴游（，Shimetsukaiyū ni Tsuite）（2021年20號） 5. 貓熊也是（，Panda Datte）（2021年21·22合併號） | 1. 啣葦（，Ashi o Fukumu）（2021年24號） 2. 啣葦-貳-（，Ashi o Fukumu -ni-）（2021年25號） 3. 啣葦-參-（，Ashi o Fukumu -san-）（2021年26號）封面+卷彩 4. 啣葦-肆-（，Ashi o Fukumu -shi-）（2021年27號） 5. 啣葦-跋-（，Ashi o Fukumu -batsu-）（2021年28號） |

| 1. 賭博比賽（，Kake Shiai）（2021年35號） 2. 潛入（，Sen'nyū）（2021年36·37合併號） 3. 熱情（，Netsu）（2021年38號） 4. 閃亮的星星（，Kira Kira Boshi）（2021年39號） 5. 零件（，Buhin）（2021年40號） | 1. 金龜子（，Kogane）（2021年41號） 2. 裁決（，Sabaki）（2021年42號） 3. 結界（，Koronī）（2021年43號） 4. 東京第1結界①（，Tōkyō Dai-Ichi Koronī 1）（2021年44號） |

| 1. 東京第1結界②（，Tōkyō Dai-Ichi Koronī 2）（2021年46號） 2. 東京第1結界③（，Tōkyō Dai-Ichi Koronī 3）（2021年47號） 3. 東京第1結界④（，Tōkyō Dai-Ichi Koronī 4）（2021年49號） 4. 東京第1結界⑤（，Tōkyō Dai-Ichi Koronī 5）（2021年50號） 5. 東京第1結界⑥（，Tōkyō Dai-Ichi Koronī 6）（2021年51號） | 1. 東京第1結界⑦（，Tōkyō Dai-Ichi Koronī 7）（2022年1號） 2. 東京第1結界⑧（，Tōkyō Dai-Ichi Koronī 8）（2022年2號）封面+卷彩 3. 東京第1結界⑨（，Tōkyō Dai-Ichi Koronī 9）（2022年3·4合併號）卷彩 4. 東京第1結界⑩（，Tōkyō Dai-Ichi Koronī 10）（2022年5·6合併號） 5. 東京第1結界⑪（，Tōkyō Dai-Ichi Koronī 11）（2022年7號） |

| 1. 東京第1結界⑫（，Tōkyō Dai-Ichi Koronī 12）（2022年8號） 2. 東京第1結界⑬（，Tōkyō Dai-Ichi Koronī 13）（2022年9號） 3. 仙台結界①（，Sendai Koronī 1）（2022年10號） 4. 仙台結界②（，Sendai Koronī 2）（2022年12號） 5. 仙台結界③（，Sendai Koronī 3）（2022年13號） | 1. 仙台結界④（，Sendai Koronī 4）（2022年14號） 2. 仙台結界⑤（，Sendai Koronī 5）（2022年16號） 3. 仙台結界⑥（，Sendai Koronī 6）（2022年17號） 4. 仙台結界⑦（，Sendai Koronī 7）（2022年18號） |

| 1. 東京第2結界①（，Tōkyō Dai-Ni Koronī 1）（2022年20號）封面+卷彩 2. 東京第2結界②（，Tōkyō Dai-Ni Koronī 2）（2022年21號·22合併號） 3. 東京第2結界③（，Tōkyō Dai-Ni Koronī 3）（2022年23號） 4. 東京第2結界④（，Tōkyō Dai-Ni Koronī 4）（2022年24號） 5. BYEBYE（，Baibai）（2022年25號） | 1. 東京第2結界⑤（，Tōkyō Dai-Ni Koronī 5）（2022年26號） 2. 東京第2結界⑥（，Tōkyō Dai-Ni Koronī 6）（2022年28號） 3. 東京第2結界⑦（，Tōkyō Dai-Ni Koronī 7）（2022年29號） 4. 東京第2結界⑧（，Tōkyō Dai-Ni Koronī 8）（2022年30號） 5. 東京第2結界⑨（，Tōkyō Dai-Ni Koronī 9）（2022年32號） |

| 1. 櫻島結界①（，Sakura-jima Koronī 1）（2022年33號） 2. 櫻島結界②（，Sakura-jima Koronī 2）（2022年35號） 3. 櫻島結界③（，Sakura-jima Koronī 3）（2022年36·37合併號） 4. 櫻島結界④（，Sakura-jima Koronī 4）（2022年38號） 5. 櫻島結界⑤（，Sakura-jima Koronī 5）（2022年39號） | 1. 櫻島結界⑥（，Sakura-jima Koronī 6）（2022年40號） 2. 櫻島結界⑦（，Sakura-jima Koronī 7）（2022年41號） 3. 櫻島結界⑧（，Sakura-jima Koronī 8）（2022年43號） 4. 外號（，Adana）（2022年44號） |

| 1. 直接會談①（，Chokusetsu kaidan 1）（2022年45號） 2. 直接會談②（，Chokusetsu kaidan 2）（2022年46號） 3. 血與油①（，Chi to abura 1）（2022年48號）封面 4. 血與油②（，Chi to abura 2）（2022年49號） 5. 血與油③（，Chi to abura 3）（2022年50號） | 1. 星與油①（，Hoshi to abura 1）（2022年52號） 2. 星與油②（，Hoshi to abura 2）（2023年1號） 3. 星與油③（，Hoshi to abura 3）（2023年3號） 4. 星與油④（，Hoshi to abura 4）（2023年4·5合併號） |

| 1. 向未知獻上的祭品①（，Michi e no kumotsu 1）（2023年6·7合併號） 2. 向未知獻上的祭品②（，Michi e no kumotsu 2）（2023年8號） 3. 成熟（，Umu）（2023年9號） 4. 化膿（，Umu）（2023年10號） 5. 咒胎戴天—伍—（，Jutaitaiten -go-）（2023年11號） | 1. 咒胎戴天—陸—（，Jutaitaiten -roku-）（2023年13號） 2. 咒胎戴天—漆—（，Jutaitaiten -shichi-）（2023年14號）封面+卷彩 3. 浴①（，Yoku 1）（2023年15號） 4. 浴②（，Yoku 2）（2023年16號） |

| 1. 浴③（，Yoku 3）（2023年18號） 2. 浴④（，Yoku 4）（2023年19號） 3. 自淨自縛（，Ji kiyoshi Jibaku）（2023年20號） 4. 得喪（，Tokusō）（2023年21·22合併號） 5. 預兆（，Yochō）（2023年24號） | 1. 人外魔境新宿決戰①（，Jingai Makyō Shinjuku Kessen 1）（2023年25號） 2. 人外魔境新宿決戰②（，Jingai Makyō Shinjuku Kessen 2）（2023年26號） 3. 人外魔境新宿決戰③（，Jingai Makyō Shinjuku Kessen 3）（2023年28號） 4. 人外魔境新宿決戰④（，Jingai Makyō Shinjuku Kessen 4）（2023年29號） 5. 人外魔境新宿決戰⑤（，Jingai Makyō Shinjuku Kessen 5）（2023年31號）封面+卷彩 |

| 1. 人外魔境新宿決戰⑥（，Jingai Makyō Shinjuku Kessen 6）（2023年32號） 2. 人外魔境新宿決戰⑦（，Jingai Makyō Shinjuku Kessen 7）（2023年33號） 3. 人外魔境新宿決戰⑧（，Jingai Makyō Shinjuku Kessen 8）（2023年35號） 4. 人外魔境新宿決戰⑨（，Jingai Makyō Shinjuku Kessen 9）（2023年36·37合併號） 5. 人外魔境新宿決戰⑩（，Jingai Makyō Shinjuku Kessen 10）（2023年38號） | 1. 人外魔境新宿決戰⑪（，Jingai Makyō Shinjuku Kessen 11）（2023年39號） 2. 人外魔境新宿決戰⑫（，Jingai Makyō Shinjuku Kessen 12）（2023年40號） 3. 人外魔境新宿決戰⑬（，Jingai Makyō Shinjuku Kessen 13）（2023年41號） 4. 往南（，Minami e）（2023年43號） |

| 1. 人外魔境新宿決戰⑭（，Jingai Makyō Shinjuku Kessen 14）（2023年44號） 2. 人外魔境新宿決戰⑮（，Jingai Makyō Shinjuku Kessen 15）（2023年45號） 3. 白痴生存者！（，Baka Sabaibā!!）（2023年47號） 4. 活下去！（，Ikinokore!!）（2023年48號）封面+卷彩 5. 脫穎而出！（，Kachinokore!!）（2023年49號） | 1. 人舞動起來！（，Maiagare!!）（2023年51號） 2. 熱鬧一下吧！（，Sanzameke!!）（2023年52號） 3. 人外魔境新宿決戰⑯（，Jingai Makyō Shinjuku Kessen 16）（2024年1號） 4. 人外魔境新宿決戰⑰（，Jingai Makyō Shinjuku Kessen 17）（2024年3號） |

| 1. 人外魔境新宿決戰⑱（，Jingai Makyō Shinjuku Kessen 18）（2024年4·5合併號）卷彩 2. 人外魔境新宿決戰⑲（，Jingai Makyō Shinjuku Kessen 19）（2024年6·7合併號） 3. 人外魔境新宿決戰⑳（，Jingai Makyō Shinjuku Kessen 20）（2024年8號） 4. 人外魔境新宿決戰㉑（，Jingai Makyō Shinjuku Kessen 21）（2024年10號） 5. 人外魔境新宿決戰㉒（，Jingai Makyō Shinjuku Kessen 22）（2024年11號） | 1. 人外魔境新宿決戰㉓（，Jingai Makyō Shinjuku Kessen 23）（2024年12號） 2. 人外魔境新宿決戰㉔（，Jingai Makyō Shinjuku Kessen 24）（2024年14號） 3. 人外魔境新宿決戰㉕（，Jingai Makyō Shinjuku Kessen 25）（2024年15號）封面+卷彩 4. 人外魔境新宿決戰㉖（，Jingai Makyō Shinjuku Kessen 26）（2024年17號） |

| 1. 人外魔境新宿決戰㉗（，Jingai Makyō Shinjuku Kessen 27）（2024年18號） 2. 人外魔境新宿決戰㉘（，Jingai Makyō Shinjuku Kessen 28）（2024年19號） 3. 人外魔境新宿決戰㉙（，Jingai Makyō Shinjuku Kessen 29）（2024年21號） 4. 人外魔境新宿決戰㉚（，Jingai Makyō Shinjuku Kessen 30）（2024年22·23合併號） 5. 人外魔境新宿決戰㉛（，Jingai Makyō Shinjuku Kessen 31）（2024年24號） | 1. 人外魔境新宿決戰㉜（，Jingai Makyō Shinjuku Kessen 32）（2024年25號） 2. 人外魔境新宿決戰㉝（，Jingai Makyō Shinjuku Kessen 33）（2024年26號） 3. 人外魔境新宿決戰㉞（，Jingai Makyō Shinjuku Kessen 34）（2024年28號）封面+卷彩 262-2. 人外魔境新宿決戰㉞-2（，Jingai Makyō Shinjuku Kessen 34-2）（2024年32號） 4. 人外魔境新宿決戰㉟（，Jingai Makyō Shinjuku Kessen 35）（2024年33號） |

| 1. 人外魔境新宿決戰㊱（，Jingai Makyō Shinjuku Kessen 36）（2024年35號） 2. 那一天（，Ano hi）（2024年36·37合併號） 3. 人外魔境新宿決戰㊲（，Jingai Makyō Shinjuku Kessen 37）（2024年38號） 4. 人外魔境新宿決戰㊳（，Jingai Makyō Shinjuku Kessen 38）（2024年39號）封面+卷彩 | 1. 分出勝負（，Ketchaku）（2024年40號） 2. 檢討（，Kento）（2024年42號） 3. 夢想的結束（，Yume no Owari）（2024年43號） 4. 從今以後（，Kore kara）（2024年44號）特大中彩 |

### 未收錄的番外篇
- SP番外篇（《週刊少年Jump》2020年50號）
- 5頁番外篇（2021年2號）[32]
- 劇場版番外篇（2022年2號）[33][註 20]

## 備註
1. ↑  刊載於《週刊少年Jump》時的標題是「展開（Tenkai）」。
2. ↑  刊載於《週刊少年Jump》時的標題是「壞玉（Kaigyoku）」。
3. ↑  刊載於《寶島少年》時的譯名是「準備萬全」而非「啣葦」，下同。
4. ↑  刊載於《週刊少年Jump》時有兩頁還是草稿狀態[18]，已在單行本中修正。
5. ↑  僅有9頁。
6. ↑  刊載於《寶島少年》時的譯名是「賭博格鬥」。
7. ↑  刊載於《週刊少年Jump》時的標題是「血與油（Chi to abura）」。
8. ↑  刊載於《週刊少年Jump》時的標題是「星與油（Hoshi to abura）」。
9. ↑  刊載於《週刊少年Jump》時的標題是「向未知獻上的祭品（Michi e no kumotsu）」。
10. ↑  刊載於《寶島少年》時的譯名是「獻給未知的供物」，下同。
11. ↑  刊載於《週刊少年Jump》時的標題是「化膿②（Umu 2）」。
12. ↑  刊載於《週刊少年Jump》時的標題是「浴（Yoku）」。
13. ↑  刊載於《週刊少年Jump》時的標題是「白痴生存者！〜活下去〜（Baka Sabaibā!! ~Ikinokore~）」。
14. ↑  刊載於《週刊少年Jump》時的標題是「白痴生存者!!〜脫穎而出〜（Baka Sabaibā!! ~Kachinokore~）」。
15. ↑  刊載於《週刊少年Jump》時的標題是「白痴生存者!!〜舞動起來〜（Baka Sabaibā!! ~Maiagare~）」。
16. ↑  刊載於《週刊少年Jump》時的標題是「白痴生存者!!〜熱鬧一下吧〜（Baka Sabaibā!! ~Sanzameke~）」。
17. ↑  僅有7頁。單行本將第262話與第262-2話合併成一話，原先連載時則是分開的。
18. ↑  僅有11頁。
19. ↑  最終回。
20. ↑  刊載於《寶島少年》2022年12號。